# Route I/50 (Slovaquie)
Pour les articles homonymes, voir I50 et Route 50.
La I/50 (en slovaque : cesta I. triedy 50) est une route slovaque de première catégorie reliant la frontière tchèque à la frontière ukrainienne. Elle mesure 402,6 km.

## Tracé

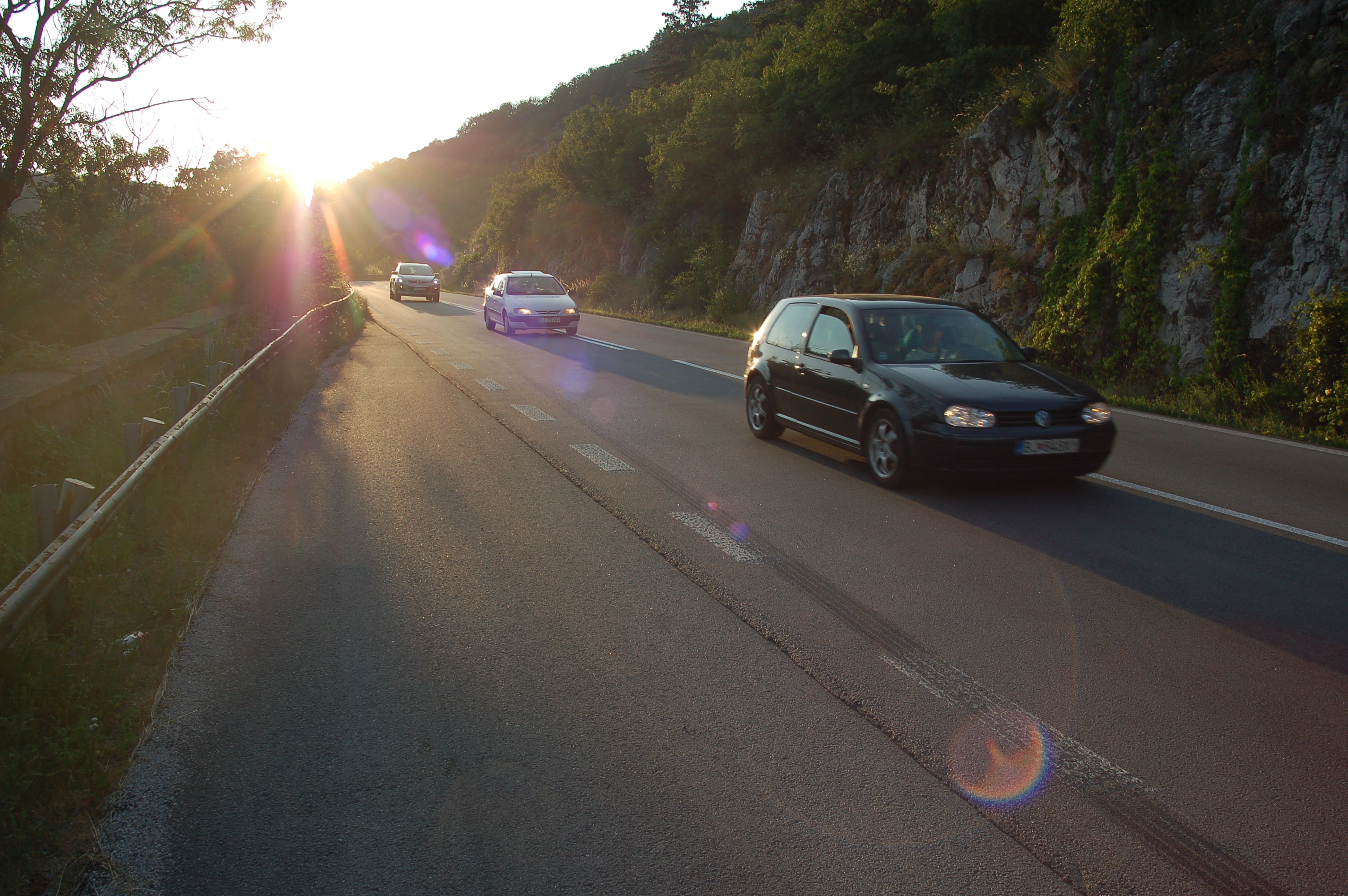
Route I/50 au niveau du col de Soroška.

- République tchèque Route I/50
- Région de Trenčín
  - Drietoma
  - Kostolná-Záriečie
  - Chocholná-Velčice
  - Trenčianske Stankovce
  - Trenčianska Turná
  - Mníchova Lehota
  - Trenčianske Jastrabie
  - Svinná
  - Bánovce nad Bebravou
  - Brezolupy
  - Dolné Vestenice
  - Horné Vestenice
  - Nováky
  - Prievidza
  - Chrenovec-Brusno
  - Ráztočno
  - Handlová
- Région de Banská Bystrica
  - Lovčica-Trubín
  - Žiar nad Hronom
  - Ladomerská Vieska
  - Budča
  - Zvolen
  - Zvolenská Slatina
  - Vígľaš
  - Detva
  - Kriváň
  - Mýtna
  - Lovinobaňa
  - Vidiná
  - Lučenec
  - Ožďany
  - Rimavská Sobota
  - Bátka
  - Figa
  - Stránska
  - Tornaľa
- Région de Košice

- - Gemerská Panica
  - Čoltovo
  - Bohúňovo
  - Plešivec
  - Slavec
  - Brzotín
  - Rožňava
  - Krásnohorské Podhradie
  - Lipovník
  - Jablonov nad Turňou
  - Hrhov
  - Dvorníky-Včeláre
  - Turňa nad Bodvou
  - Drienovec
  - Moldava nad Bodvou
  - Čečejovce
  - Košice
  - Košické Oľšany
  - Bidovce
  - Svinica
  - Košický Klečenov
  - Dargov
  - Sečovce
  - Hriadky
  - Horovce
  - Trhovište
  - Pozdišovce
  - Michalovce
  - Zalužice
  - Lúčky
  - Závadka
  - Sobrance
  - Tibava
  - Orechová
  - Krčava
  - Vyšné Nemecké
- Ukraine M08